# Савез српских општина
Савез српских општина представља планирани савез општина из Федерације Босне и Херцеговине са већинским српским становништвом. Чланице савеза би биле три општине из Ливањског кантона — Грахово, Гламоч, Дрвар и општина Петровац из Унско-санског кантона. Почетком 2013. године начелници општина Грахово, Дрвар и Гламоч потписали су споразум о формирању савеза, а прва сједница је одржана у Грахову. Међутим, савез још увијек није заживео.

## Дјеловање савеза
Дјелокруг савеза огледа се у усклађивању интереса и побољшавању положаја Срба у Федерацији Босне и Херцеговине, првенствено у Ливањском кантону. Српски представници овим потезом желе да активно учествују и уставним промјенама у Федерацији БиХ и да их спремно дочекају. Примарни циљеви које су челници савеза поставили су, потписивање уговора са Клиничким центром Бања Лука, који би омогућио лијечење Срба Ливањског кантона у Бањој Луци односно Републици Српској. Подношење захтјева према Уставном суду Федерације БиХ, како би грб и застава Ливањског кантона проглашени неуставним, због незаступљености симбола српског народа.
Сматрамо да је положај Срба у Федерацији БиХ, проблеми са којима се сусрећемо свакодневно, питање од општег интереса и да би требало да комплетан политички српски корпус заузме став о решавању проблема Срба у Федерацији, па и у Ливањском кантону.
 Славиша Михајловић, предсједник Савеза српских општина

## Слике
- Босанско Грахово
- Гламоч
- Дрвар
- Босански Петровац